# Gérgal
Gérgal – gmina w Hiszpanii, w prowincji Almería, w Andaluzji, o powierzchni 229,49 km². W 2011 roku gmina liczyła 1086 mieszkańców.